# Osaka International 2018
Die Osaka International 2018 im Badminton fanden vom 4. bis zum 8. April 2018 in der Präfektur Osaka statt. Austragungsort war das Moriguchi City Gymnasium in der Stadt Moriguchi.

## Medaillengewinner
| Disziplin    | Gold                               | Silber                                | Bronze                              |
| ------------ | ---------------------------------- | ------------------------------------- | ----------------------------------- |
| Herreneinzel | Yu Igarashi                        | Kodai Naraoka                         | Minoru Koga                         |
| Herreneinzel | Yu Igarashi                        | Kodai Naraoka                         | Yusuke Onodera                      |
| Dameneinzel  | Ayumi Mine                         | Ayaho Sugino                          | Yui Hashimoto                       |
| Dameneinzel  | Ayumi Mine                         | Ayaho Sugino                          | Minatsu Mitani                      |
| Herrendoppel | Hirokatsu Hashimoto Hiroyuki Saeki | Arif Abdul Latif Nur Mohd Azriyn Ayub | Inkarat Apisuk Tanupat Viriyangkura |
| Herrendoppel | Hirokatsu Hashimoto Hiroyuki Saeki | Arif Abdul Latif Nur Mohd Azriyn Ayub | Kang Min-hyuk Kim Won-ho            |
| Damendoppel  | Naoko Fukuman Kurumi Yonao         | Ayako Sakuramoto Yukiko Takahata      | Erina Honda Nozomi Shimizu          |
| Damendoppel  | Naoko Fukuman Kurumi Yonao         | Ayako Sakuramoto Yukiko Takahata      | Rira Kawashima Saori Ozaki          |
| Mixed        | Kim Won-ho Lee Yu-rim              | Yunosuke Kubota Chiharu Shida         | Kenya Mitsuhashi Naru Shinoya       |
| Mixed        | Kim Won-ho Lee Yu-rim              | Yunosuke Kubota Chiharu Shida         | Tadayuki Urai Rena Miyaura          |